# Olivetti Summa Prima 20

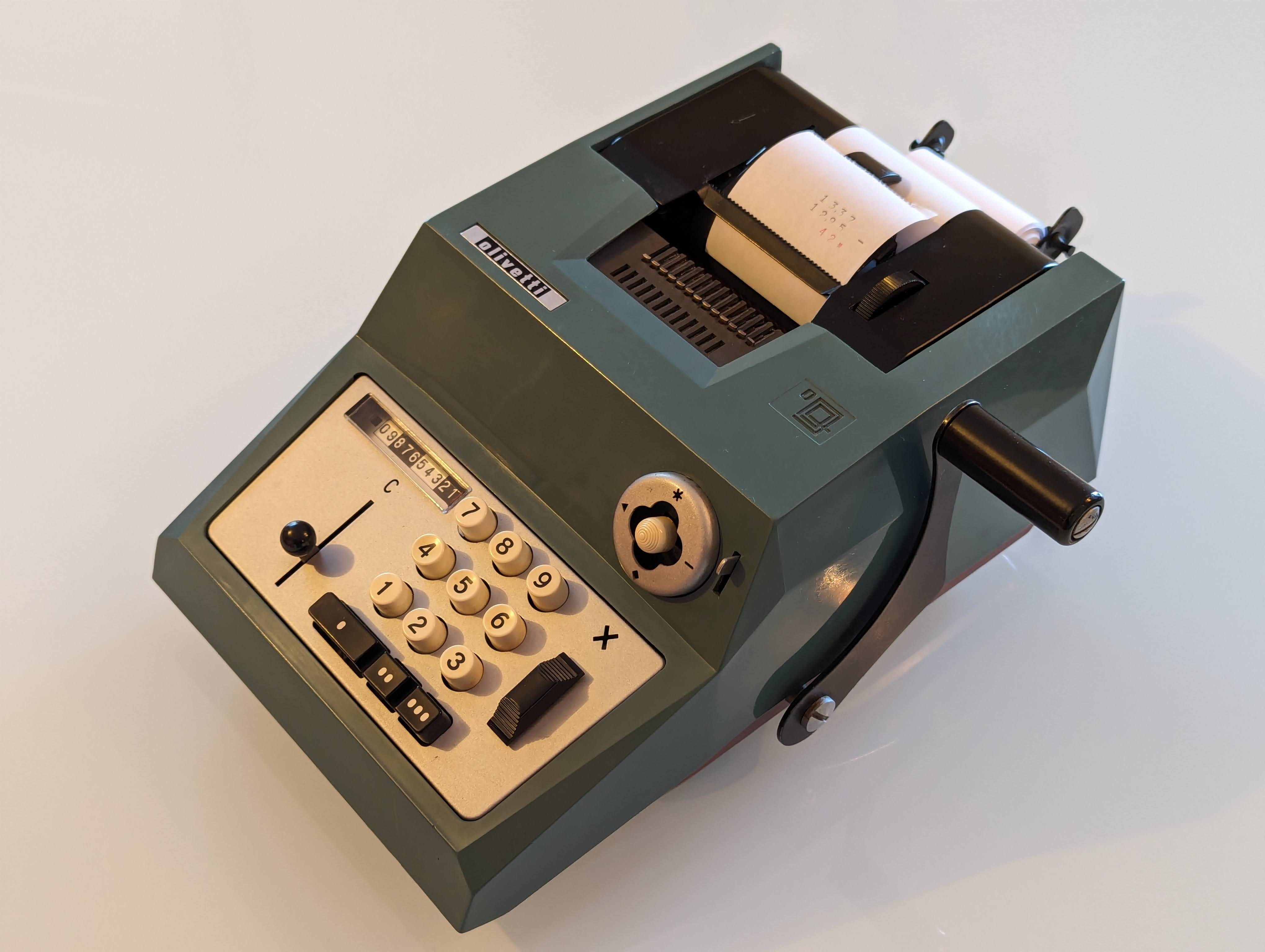
Une Olivetti Summa Prima 20

La Summa Prima 20 est une additionneuse manuelle à imprimante, purement mécanique, commercialisée par Olivetti de 1960 au milieu des années 1970. C'est une calculatrice mécanique. Machine dessinée par Marcello Nizzoli, sa mécanique interne a été conçue par Natale Capellaro comme pour toutes les autres machines à calculer de l’entreprise.
Elle sera vendue aux États-Unis en co-marquage sous le nom Underwood-Olivetti

## Histoire
Remplaçante de la Summa Prima 15, cette calculatrice s'inscrit dans une nouvelle gamme de machines dessinées et conçues dans les années 1950 par le duo Nizzoli-Capellaro. Elle a pour sœur la Summa Quanta 20 qui en est la version électro-mécanique.
On peut noter que le capot de la machine tranche par ses formes plus anguleuses et s'éloigne des rondeurs des machines de générations précédentes. Ce nouveau dessin s'inscrit dans l'esthétique moderniste des années 1960 et 1970. Ce choix esthétique, appelé "facette cristalline", sera repris pour tous les machines de cette gamme (Quanta 20, Eletrosumma 20, Multisumma 20)
La Prima 20 sera la dernière machine à calculer purement manuelle conçue par Olivetti.

## Usage
C'est une machine commercialisée principalement à destination des commerçants, notamment ambulant. En effet, elle ne nécessite aucune source d'alimentation, ce qui est un avantage dans les années 1960 où l'électricité n'est que rarement disponible dans la rue. Son poids est également réduit pour les standards de l'époque, facilitant son utilisation nomade. Du fait de son faible prix (par rapport à la concurrence), nombre de détaillants n'hésiteront pas à en faire l'acquisition.
L'usage est assez simple : on saisit la valeur et l’opération à réaliser. Puis on abaisse le levier pour que la machine effectue l’opération. L'imprimante de la machine écrit alors sur le papier le résultat de l’opération demandée.

### Opérations de base
Elle dispose de 5 fonctions de base : 
- l'impression simple d'une valeur sur le papier (par exemple : numéro d'ordre, référence, etc.)
- l'addition
- la soustraction, avec impression de solde négatif
- le sous-total
- le total général (avec remise à zéro)

Les opérations d'addition et de soustraction se font en saisissant un nombre sur le clavier au sein du registre de saisie, en abaissant le levier puis en le laissant reprendre sa place. Un second registre, le totalisateur, stocke le total courant.

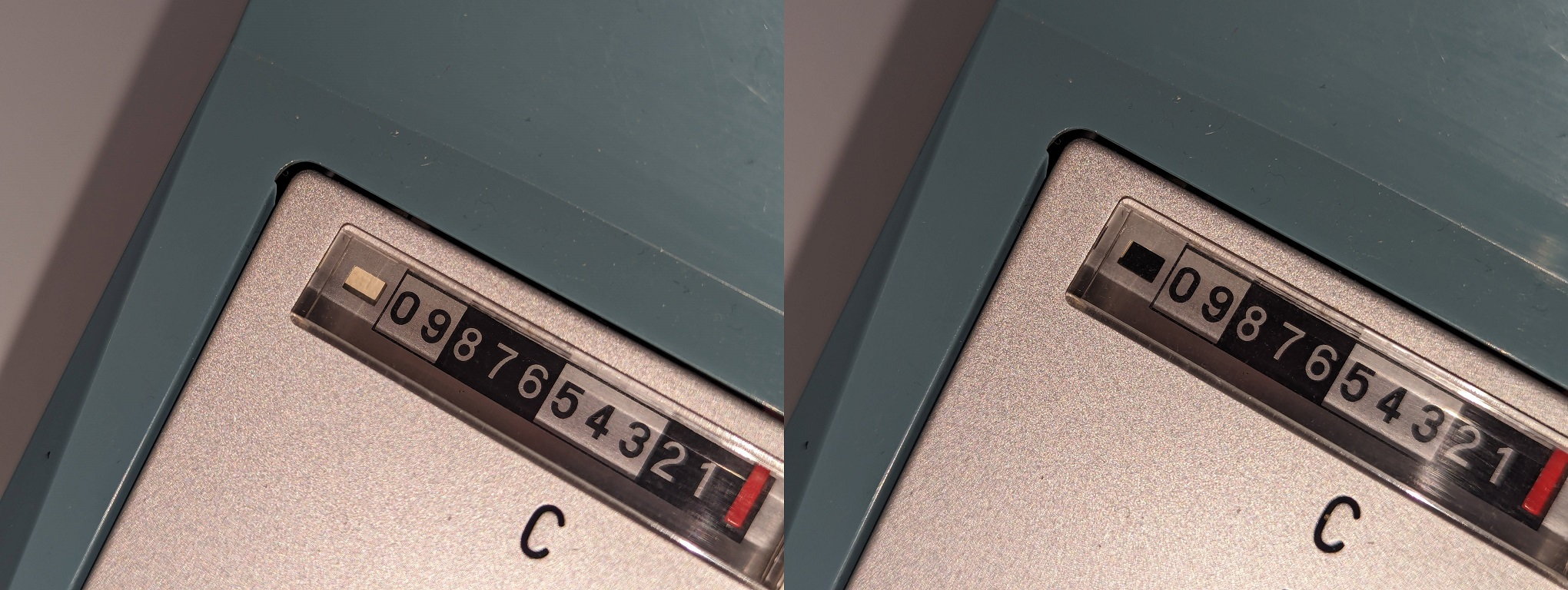
Indicateur de valeur négative (à gauche en blanc) ou positive (à droite en noir) dans le totalisateur

La soustraction a la particularité d'évoluer dans l’ensemble ℤ et donc de pouvoir afficher des soldes négatifs sans manipulation particulière, ce qui est notable pour l’époque. Un afficheur permet de connaitre le signe de la valeur stockée dans la machine.
Les opérations de total et sous-total se réalisent en positionnant la petite manette de contrôle sur la fonction demandée puis en abaissant le levier.
Le sous-total permet d'afficher la valeur actuelle stockée dans la machine, sans remise à zéro.
La remise à zéro n’est possible qu'en appelant le total général.

### Impression
L'impression se fait grâce à une imprimante impact à roue porte-caractères. Chaque rang du nombre à imprimer dispose d'une roue comportant tous les chiffres possibles. Ces chiffres sont gravés en négatif sur la tranche de la roue. Lors de l’impression, chaque roue pivote pour mettre en regard le chiffre spécifique à imprimer. Une fois toutes les roues positionnées, elles frappent un ruban encreur qui entre en contact avec le papier. Les caractères sont alors imprimés par transfert de l’encre du ruban sur le papier. Les roues reprennent ensuite leur position initiale et le ruban est avancé d'un cran.
La machine imprime les valeurs et opérations saisies sur un ruban de papier de 6 cm de largeur. Du papier moderne de 5,7 cm de largeur pourrait faire l’affaire, mais le papier finira inexorablement par s'insérer de travers dans la machine.

### Multiplication
La multiplication n’est pas automatisée sur cette machine. Il faut donc la réaliser par additions successives, et c'est à l'utilisateur de compter le nombre d'additions à effectuer. L'impression sur le papier permet de contrôler le nombre d'additions déjà réalisées.
Un curseur permet de verrouiller le registre de saisie pour éviter sa remise à zéro entre chaque opération. Ce curseur reprend sa place de base lors de l’appel du total général, remettant effectivement tous les registres de la machine à zéro (saisie et totalisateur).
Il est possible de changer de rang dans le cas d'une multiplication où le multiplicateur serait sur plusieurs chiffres. La touche 0 permet de décaler vers un rang supérieur (pour passer aux dizaines, centaines, etc.). Le levier de correction permet de passer à un rang inférieur (pour revenir aux unités par exemple). Dans ce cas, le nombre d'opérations correspond à la somme des chiffres du multiplicateur (multiplier par 305 demandera 8 additions et deux décalages)

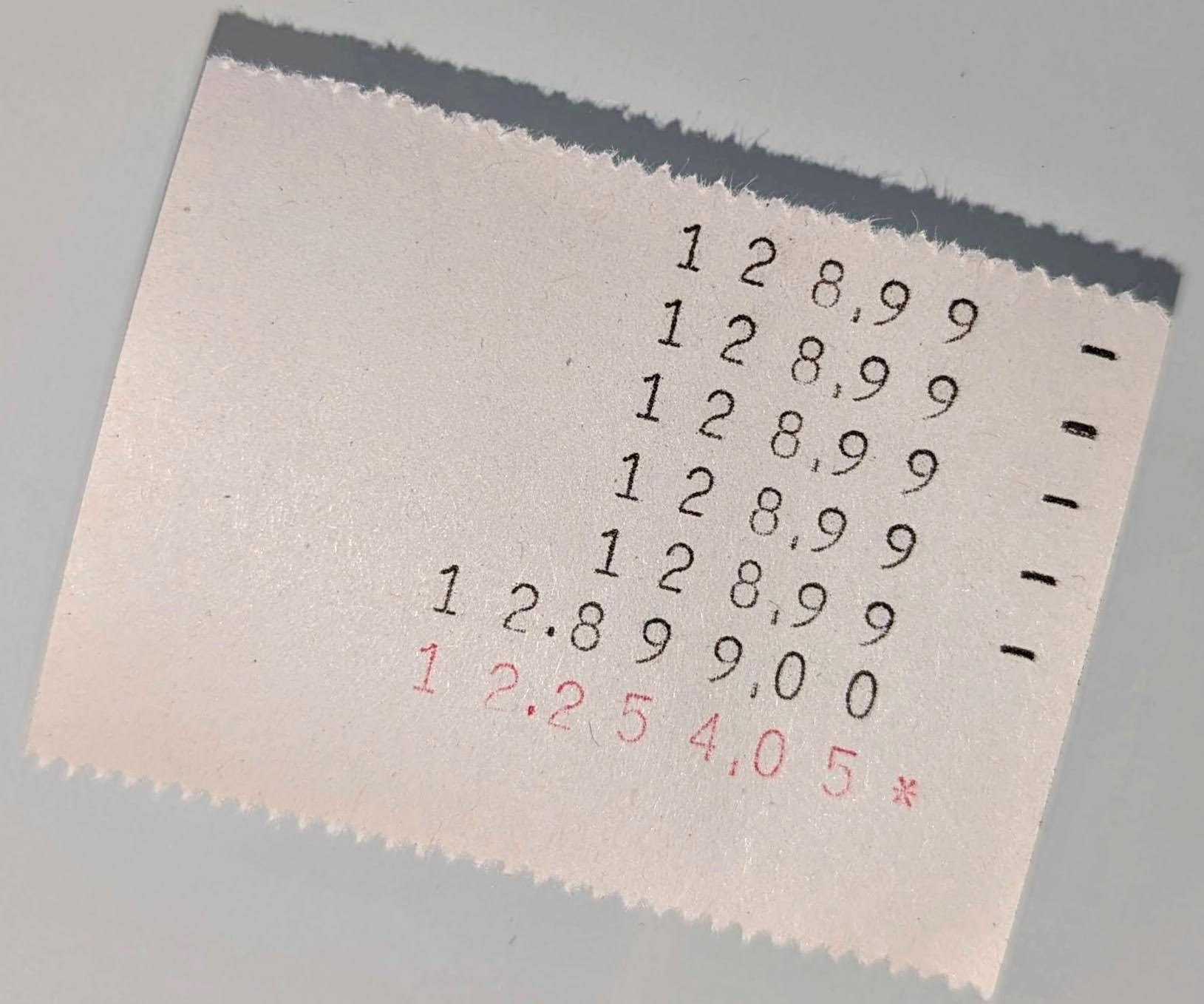
Un exemple de multiplication abrégée avec la Summa Prima 20 (128,99 × 0,95 = 122,5405)

Il est également possible d'utiliser les techniques de multiplication abrégée classiques de l'époque, en additionnant un rang supérieur et en soustrayant au rang inférieur (l’ordre n’ayant pas d'importance). Par exemple, pour une réduction de 5% d'un prix (le multiplicande), une multiplication par 0,95 (le multiplicateur) se fait en additionnant le multiplicande au rang des centaines. Puis en revenant au rang des unités, 5 soustractions successives et un ajustement de la virgule (de tête ou avec un stylo sur le papier) permettent d'obtenir le résultat final. L'utilisateur aura effectué 6 opérations et deux décalages.
Un curseur permet de verrouiller l'opération de soustraction dans le cas de soustractions successives.

### Division
La division ne fait pas partie des opérations décrites par le mode d'emploi. Néanmoins, par un processus fastidieux de soustractions successives, cette opération reste possible.

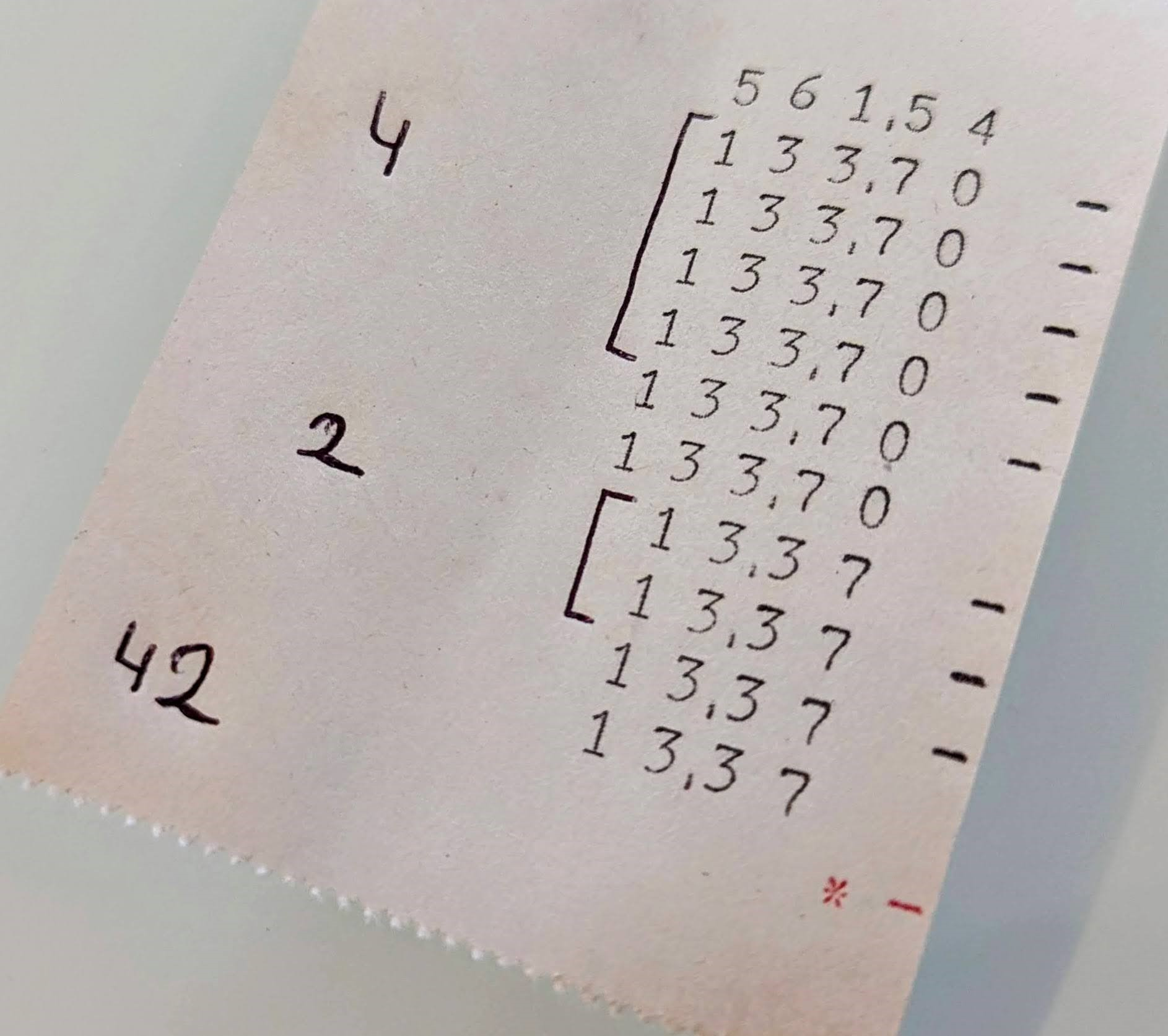
Un exemple de division (56154 / 1337 = 42) réalisé avec la Summa Prima 20

La technique consiste à entrer le dividende dans la machine, puis de soustraire successivement le diviseur, en partant du rang le plus élevé. L'indicateur de valeur négative dans la machine permet de déterminer si, pour le rang en cours, le nombre de soustractions a été dépassé. On ré-additionne alors le diviseur pour revenir en positif et on passe au rang suivant avec le levier de correction.
Une fois toutes les soustractions effectuées, il faut alors compter manuellement le nombre de soustractions présentes sur le papier. Le nombre d'opération correspondra à la somme des chiffres du résultat + 2 fois le nombre de rangs nécessaires. Un résultat de 42 nécessitera donc 10 opérations (4 soustractions, deux opérations supplémentaires pour constater le passage en négatif, un décalage, deux soustractions et deux opérations supplémentaires)

## Conception technique[12],[13]

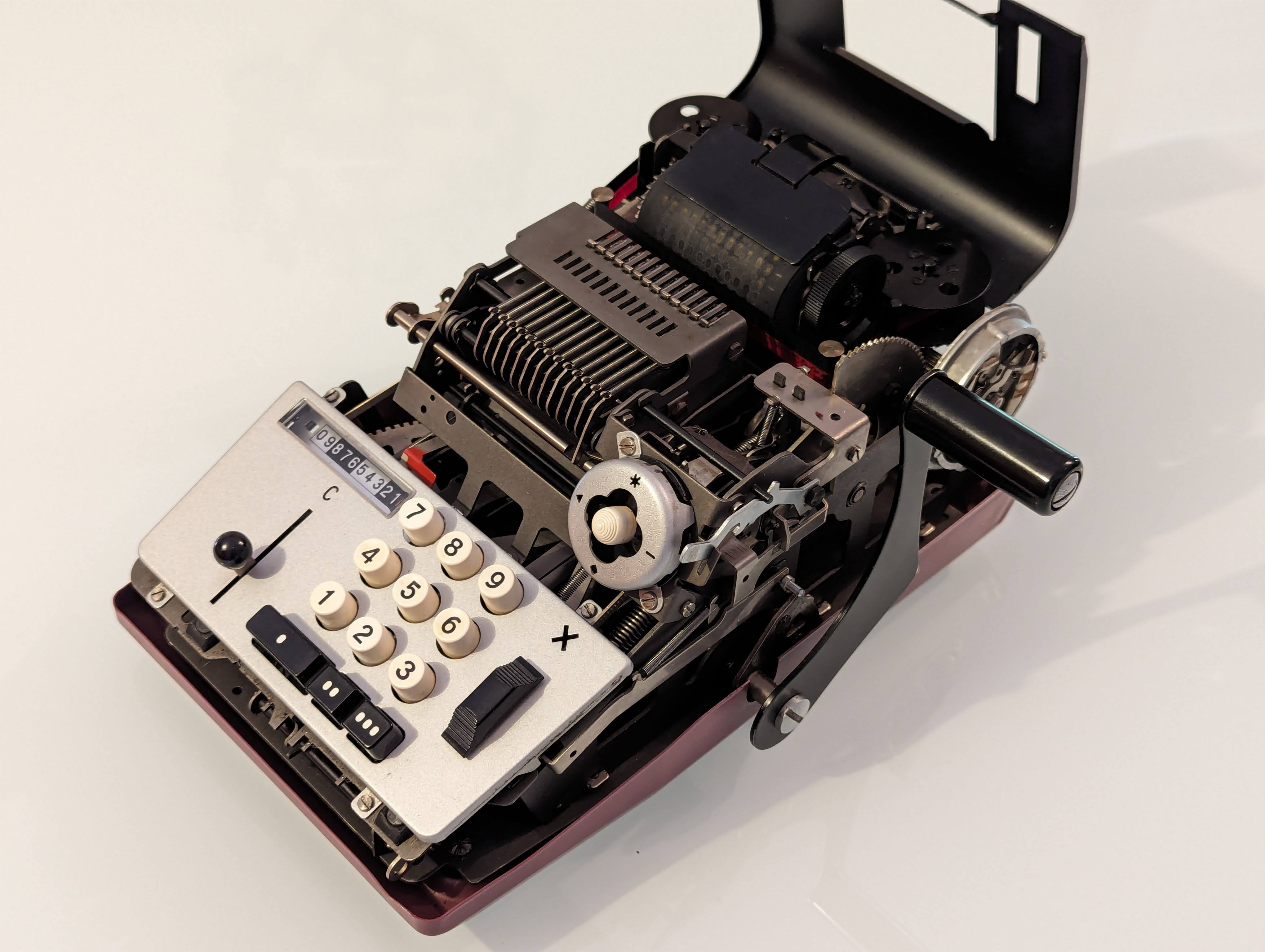
Une Olivetti Summa Prima 20 sans son capot

La machine fonctionne sur la base d'un cycle (manœuvre du levier) par opération. Plus précisément, le cycle de travail s'effectue lorsque le levier revient à sa position initiale, à la condition que le levier ai été tiré jusqu'à la butée. Dans le cas contraire, le levier reprend sa place, mais aucun cycle n’est démarré. Un frein permet d'éviter un retour trop rapide du levier.
En dehors du cycle, l'utilisateur peut actionner les différentes commandes de la machine.
La machine est composée en interne de deux registres :
- un registre de saisie
- un totalisateur

Elle contient également un ensemble de mécanismes permettant d'obtenir les résultats souhaités.

### Registre de saisie
Le registre de saisie est l’ensemble des pièces mécaniques qui permettent d'enregistrer et d'exploiter dans la machine la saisie de l’utilisateur. C'est une forme de mémoire.
Ce registre de saisie est constitué d'un traineau : un plaque rectangulaire suspendue verticalement et coulissant vers la gauche d'un pas à chaque chiffre saisi. Ce traineau fait face à l'utilisateur et porte une matrice de taquets. Chaque taquet traverse le traineau et est mobile d'avant en arrière de quelques millimètres. Chaque colonne de taquets représente un rang du nombre à former, et chaque ligne représente une valeur de chiffre saisi par l'utilisateur. Chaque appui sur une touche décale le taquet correspondante de quelques millimètres vers l'arrière de la machine, puis le traineau sur la gauche, pour rendre disponible la colonne de taquets suivante.
Le levier de correction permet de ramener le traineau vers la droite, où une gorge permet de remettre les taquets décalés en position initiale.

### Registre totalisateur
Le registre totalisateur est un ensemble de roues dentées dont la rotation partielle de chacune permet de déterminer la valeur du total stockée dans la machine. Le but de l’ensemble du mécanisme de la machine est de positionner correctement les roues de façon à symboliser la bonne valeur à stocker. L'ensemble du mécanisme est donc construit autour de la possibilité de stocker, modifier et récupérer les valeurs de l’utilisateur.
Le registre est constitué de deux séries de 11 roues dentées, montées sur deux axes parallèles et positionnés dans le sens de la largeur de la machine. Chaque roue dispose de 10 dents sur la moitié d'une tranche, et d'une dent sur l’autre moitié. 9 des dents sont donc partielles, et une dernière dent est complète. Cette dernière permet de détecter les retenues.
Chaque série de roues est placée sur un axe. Un des axes, dit positif, permet l’addition, et l’autre, dit négatif, la soustraction. Les deux séries sont montées en parallèle, et chaque roue engraine une roue de la série opposée. Chaque position d'une roue est solidaire de la position de la roue de l’axe voisin.
Ce registre est capable de pivoter sur lui même (rotation de tangage), permettant au reste du mécanisme d'interagir soit avec l’axe positif, soit avec l'axe négatif. La sélection de l’axe se fait en fonction de l'opération, et de l'état du marqueur de résultat négatif dans le cas d'une opération d'impression de total.

#### Codage des valeurs positives et négatives
La position des roues code la valeur stockée dans le registre. Chaque roue peut prendre 10 positions correspondant aux 10 chiffres de la base 10. Les roues de l’axe opposé stockent la valeur en complément à 9. Le registre de la machine permet de stocker 11 chiffres. Pour l’exemple, en considérant un registre à 3 chiffres, la valeur 1 sera stockée 1 sur l'axe positif et stockée 998 sur l’axe négatif. Une valeur de 25 sur l'axe positif sera stockée 974 sur l'axe négatif. Le totalisateur permet de stocker la valeur 0 de deux façon différentes. 0 sur l'axe positif (et 999 sur l’axe négatif) avec l'indicateur de valeur négative en noir (inactif), ou 0 sur l’axe négatif avec l’indicateur de valeur négative en blanc (et 999 sur l’axe positif).
Cette conception permet de n’avoir à réaliser que des additions dans la machine. Les soustractions sont réalisées en additionnant sur l’axe négatif. Ainsi 25 - 5 sera jouée en interne 974 + 5, soit 981 sur l'axe négatif, et 20 sur l’axe positif qui s'engraine en sens inverse. Les valeurs négatives peuvent être affichées en restituant la valeur dans le registre négatif. Ainsi 25 - 30 sera joué 974 + 30, soit 1004, avec un débordement de capacité.
En cas de débordement, la dernière retenue (rang des milliers dans notre exemple) provoque deux actions :
- la définition du témoin de signe en fonction de l'opération (noir pour l’addition, blanc pour la soustraction)
- une "retenue" sur les unités.

La valeur dans le registre négatif récupèrera la "retenue" des unités et passera à 5, le registre positif étant maintenant à 994.
Lors de l'impression de la valeur, le registre positif ou négatif est sélectionné en fonction de l’indicateur de signe. Lorsque l’indicateur est blanc, un signe "-" est imprimé en regard de la valeur, signifiant une valeur négative.
Le codage en complément à 9 permet, en cas de résultat nul, de ne pas activer le mécanisme de débordement. Le résultat reste dans l'espace positif ou négatif du calcul en cours. Si la machine fonctionnait en complément à 10, le calcul 2 - 2 donnerait "-0" ce qui pourrait surprendre l’utilisateur de la machine (bien que le résultat soit tout de même correct avec cette représentation).

### Mécanisme d'addition et de soustraction
Préalablement au départ du cycle d'addition, le totalisateur pivote sur l’axe positif. Cette rotation se fait lorsque l’utilisateur tire le levier.
Au début du cycle (au retour du levier), une série de crémaillères effectue un déplacement vertical au voisinage des taquets du registre de saisie. Le déplacement de chaque crémaillère est arrêté lorsqu'une butée présente sur l'arrière de la crémaillère entre en contact avec le taquet décalé correspondant.
Une fois les crémaillères ayant atteint leurs positions maximales (conditionnées aux positions des taquets), le registre totalisateur est déplacé vers l’avant de la machine, en direction du registre de saisie, et chaque roue vient s'engrainer sur la crémaillère correspondante. La crémaillère redescend, engrainant la roue correspondante du totalisateur du nombre de crans associé au taquet actif.
Ainsi, la touche 2 activera le taquet 2 de la colonne correspondante, en partant du bas. La crémaillère du rang en question s'élèvera de deux crans avant de rentrer en buttée avec le taquet 2 de ce rang. Le totalisateur sera ensuite engrainé dans la crémaillère. Puis celle-ci redescendra de deux crans. La roue correspondante dans le totalisateur aura alors pivoté de deux positions, ajoutant deux unités au total.
Lors d'une soustraction, le totalisateur est pivoté en sens inverse, et on additionne sur l'axe négatif. Les deux axes étant mutuellement engrainés, une addition sur l'axe négatif entraine une soustraction sur l'axe positif.

### Mécanisme de retenue
La cinématique décrite précédemment ne prend pas en compte le passage de 9 à 10, et donc la propagation sur la roue suivante d'une retenue. Un autre mécanisme permet de prendre en compte la ou les retenues qui interviendraient lors d'une opération d'addition.
On distingue les retenues primaires, qui ont lieu lors de la phase de déplacement des crémaillères (5 + 7 donne 12 : le rang des dizaines reçoit la retenue), des retenues secondaires, qui ne se produisent que parce qu'une retenue primaire entraine par cascade une retenue secondaire (par exemple lors de l’addition de 999 + 1, le rang des dizaines reçoit une retenue primaire, mais les rangs des centaines et milliers reçoivent des retenues secondaires). Cette distinction est nécessaire car le mécanisme de retenue n’agit pas de la même façon pour les retenues primaires et les retenues secondaires.
La transmission des retenues se fait grâce à des leviers composés de trois dents coté opposé aux crémaillères. Lors du début d'un cycle, ces leviers sont déverrouillés et pourront se décaler en cas de retenue.
Les retenues primaires sont détectées par un petit palpeur, situé entre chaque crémaillère, et déclenché lors de la rotation des roues du totalisateur (lors de la redescente des crémaillères) dans le cas d'une addition. Il est actionné lors du passage de la dent de retenue à son contact. Ce palpeur décale alors le levier correspondant. Ce levier reste dans cette position haute sans actionner quoique ce soit pour le moment. Une fois les crémaillères complètement revenues à leurs positions de repos, le totalisateur revient dans sa position initiale, puis est déplacé dans la foulée vers l’arrière de la machine et s'engraine dans les dents des leviers côté opposé.
Chaque roue s'engraine entre deux leviers de séries de dents : la partie droite de chaque roue s'engrainant avec la série de dents correspondant au levier de rang précédent, et la partie gauche, ne comprenant que la dent de retenue, s'engrainant avec les dents du levier de rang courant. La dent de retenue sur une des roues du totalisateur ne s'engraine que dans la position neuf avec les dents en face. Toutes les autres positions écartent cette dent de son levier. En cas de rotation, elle ne déplacera pas le levier, mettant fin à une éventuelle cascade de retenues.
Ces leviers de séries de dents "activés" par les palpeurs sont ensuite repositionnés dans leur position de repos, engrainant les roues des rangs supérieurs du totalisateurs, et entrainant l’addition des retenues. En cas de retenue secondaire, une roue entrainée par un levier de dents de rang inférieur (reprenant sa position) entrainera le levier courant via la dent de retenue qui était engrainée dans ce levier. Ce levier prendra une troisième position, basse, et fera pivoter la roue de rang suivant. Si celle-ci était sur une position 9, elle entrainera à son tour le levier suivant, etc. Les leviers restent dans cette position jusqu'à l’opération suivante. L'ensemble de l'opération est synchrone, au contraire de la plupart des autres machines qui effectuent les cascades en série. Cette capacité à entrainer au maximum 10 des 11 roues du totalisateur en même est rendue possible par l'absence de ressorts de discrétisation sur le totalisateur. À la place, une barre est positionnées entre deux dents de chaque roue lorsque celles-ci ne sont pas engrainées ailleurs.
La retenue du chiffre le plus à gauche manœuvre le témoin de résultat négatif en fonction de l'opération (vers le négatif dans le cas d'une soustraction, vers le positif dans le cas d'une addition).

### Sous total et total
Lors de ces opérations, avant le démarrage du cycle, le totalisateur est pivoté en fonction du témoin de résultat négatif. Puis le registre de saisie se débraye, en se décalant d'une demie position vers la gauche, empêchant ainsi les taquets de retenir les crémaillères. Le totalisateur est en outre positionné dès le début du cycle contre les crémaillères.
Celles si se lèveront et chaque crémaillère sera engrainée par roue du totalisateur qui pivotera librement. Cette rotation est stoppée lorsque la dent de retenue de la roue touche le coté opposé du palpeur de retenue (les dents tournent en sens inverse d'une addition classique, elles se bloquent dans la gorge du palpeur). Les crémaillères sont alors positionnées correctement pour chaque colonne, et le résultat est imprimé. A ce moment, le totalisateur porte la valeur 0.
En cas de total partiel, les crémaillères sont redescendues et le totalisateur reprend sa valeur initiale.
En cas de total général, le totalisateur (qui est en position 0) est décalé prématurément vers sa position de repos, et reste donc en position zéro. Les crémaillères sont alors libres, et bondissent en position maximale, plus rien ne les retenant. Elles sont ensuite descendues pour reprendre leur position initiale.

### Impression simple
Les déplacements dans la machine sont les mêmes que pour une addition à la différence que le totalisateur ne se translate pas, et ne vient dont pas s'engrainer dans les crémaillères. Celles-ci ne servent donc qu'à l'impression.

## Postérité

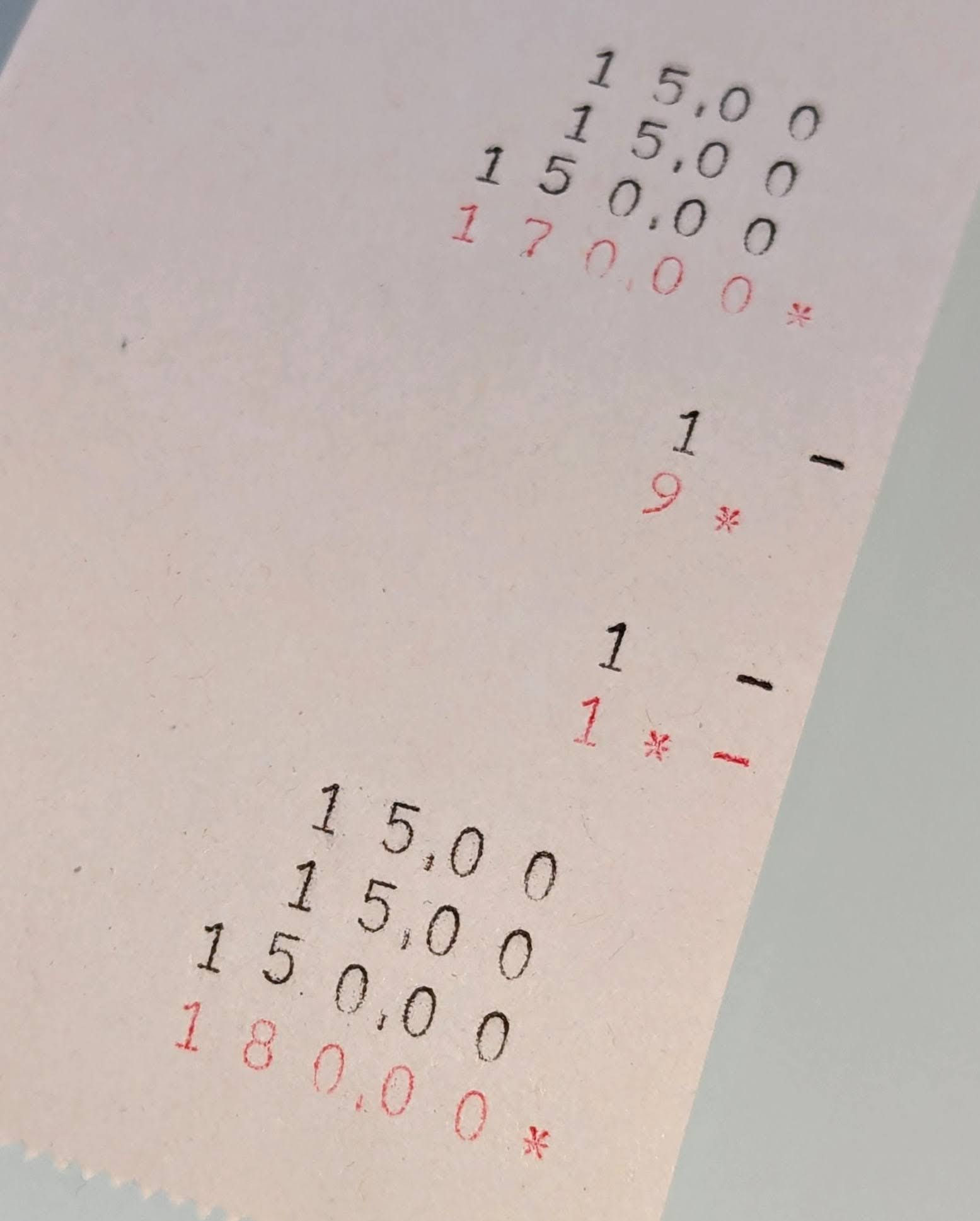
Une erreur de résultat sur les deux premiers calculs, du fait du mécanisme de retenues pris par le lubrifiant séché

Cette machine est désormais obsolète, supplantée par les machines électroniques. Elle est néanmoins devenue un objet de collection et un témoignage de l'outillage passé.
Du fait de son coût faible et sa popularité historique, il est néanmoins facile d'acquérir l'une de ces machines sur les nombreux sites en vente en ligne entre particuliers.
Leur état de conservation sera aléatoire. Comme la plupart des machines à calculer mécaniques, elles sont en majorité bloquées par du lubrifiant séché du fait de leur manque d'entretien et d'absence d'utilisation prolongée pendant plusieurs décennies. Un nettoyage méticuleux, ainsi qu'une lubrification adaptée à un faible usage permet  généralement de les remettre en fonction.